# Bardylis II
Bardylis II was een Illyrische koning. Hij was vermoedelijk de zoon van Cleitus. Gedurende zijn heerschappij wist Bardylis II het grootste deel van de Illyrische stammen te verenigen.